# Herminia negligens
Herminia negligens är en fjärilsart som beskrevs av Franz Dannehl 1925. Herminia negligens ingår i släktet Herminia och familjen nattflyn. Inga underarter finns listade i Catalogue of Life.